# Stammliste der Welfen
Stammliste der Welfen mit dem im Adelsgeschlecht vertretenen Personen und wichtigen Zwischengliedern.

## Ältere Welfen

### Die burgundischen Welfen
Graf Ruthard als erster bekannter Welfe
1. Hardrad
  1. Ruthard († vor 31. August 790), Graf im Argengau, „administrator Alemanniae“; ⚭ (I) Haildis († vor 771); ⚭ (II) vor 771 Ermena († nach 771)

Die Nachkommen von Welf I.
1. Welf I., † 3. September …, Graf 819, ⚭ Heilwig, um 826 Äbtissin von Chelles
  1. Judith, † 19. April 843; ⚭ Februar 819 Ludwig der Fromme, † 20. Juni 840, König der Franken, Kaiser (Karolinger)
  2. Rudolf I., † 6. Januar 866, 829 bezeugt, 849 Abt von Jumièges, 856 Abt von Saint-Riquier, 866 Graf von Ponthieu, begraben in Saint-Riquier, ⚭ Hruodun (Roduna), † nach 867
    1. Konrad, † 882, Graf von Paris und Sens
    2. Welf, † 881, Abt von Sainte-Colombe in Sens und von Saint-Riquier
    3. Hugo, 867 Rektor von Sainte-Saulve in Valenciennes
    4. Rudolf II., Graf, wohl: 870/888 Graf, 888/890 Graf im Augstgau, 890 Dux Raetianorum
    5.  ? Welf II.,[1] vielleicht auch ein Sohn Konrads I. (siehe unten), 842/850 Graf im Linzgau, 852–858 Graf im Alpgau
→ wahrscheinliche Nachkommen siehe unten: Die schwäbischen Welfen

  3. Konrad I., † 21. September nach 862, 830 Dux nobilissimus (d. h. Herzog in Alemannien), 839 – nach 849 Graf im Argengau, 839 Graf im Alpgau, 844 Graf im Linzgau, 849 Graf von Paris, nach 860 Graf von Auxerre als Gefolgsmann Karls des Kahlen; ⚭ Aelis, 841–866 bezeugt, Tochter von Hugo Graf von Tours (Etichonen) und Bava, die in zweiter Ehe Anfang 864 Robert den Starken (le Fort), Graf von Tours und Paris (X 15. September 866) heiratete (Kapetinger, Robertiner)
    1. Konrad II., Graf von Auxerre, besiegt 864 Hugbert bei Orbe (Vaud), 866 Markgraf von Transjuranien, ⚭ Waldrada
      1. Rudolf I., † 25. Oktober 912, 872 Markgraf von Transjuranien, 878 Graf, 888 Proklamation in Saint-Maurice-d’Agaune zum König von Burgund; ⚭ Willa von Burgund, wohl Tochter des Königs Boso von Vienne, König von Niederburgund (Buviniden), die in zweiter Ehe 912 Hugo von Vienne heiratet, 926 König von Italien († 10. April 947) (Bosoniden)
        1. Rudolf II., † 11. Juli 937, 912 König von Burgund, 912/925 König von Italien, begraben in Saint-Maurice-d’Agaune; ⚭ wohl 922 Bertha von Schwaben, † nach 2. Januar 966, Tochter des Burchard II. Herzog von Schwaben (Burchardinger), die am 12. Dezember 937 Hugo von Vienne heiratet, 926 König von Italien († 10. April 947) (Bosoniden)
          1. Konrad III. der Friedfertige, † 19. Oktober 993, 937/942 minderjähriger König von Burgund, begraben in Saint-André-de-Bas in Vienne, ⚭ (I) Adelana, † vor 23. März 963; ⚭ (II) um 964 Mathilde, * Ende 943, † 26/27. Januar 981/982, Tochter des Ludwig IV. König der Westfranken (Karolinger), begraben in Saint-André-de-Bas in Vienne
            1. (I) Kuno, † nach 966
            2. (I) Gisela, † 21. Juli 1007; ⚭ Heinrich II. der Zänker Herzog von Bayern, † 995 (Liudolfinger)
            3. (II) Mathilde, Großmutter von Gerold Graf von Genf. Möglicherweise war sie in erster Ehe mit einem Egino aus Ostfranken verheiratet und damit Vorfahrin der Grafen von Urach und Achalm[2] Nachdem die Grafen von Achalm 1098 im Mannesstamm ausstarben, ging die um 1040 von diesen erbaute Burg Achalm bei Reutlingen an die Welfen. Im Jahre 1164 war sie Rückzugsort von Herzog Welf VII. bei der Tübinger Fehde.[3]
            4. (II) Bertha, † 16. Januar nach 1016; ⚭ (I) Odo I. Graf von Blois und Chartres, † 12. März 995/996; ⚭ (II) Anfang 997, geschieden 1003/1005, Robert II. der Fromme (le Pieux), † 20. Juli 1031 in Melun, König von Frankreich, begraben in der Abtei Saint-Denis (Kapetinger)
            5. (II) Gerberga, † wohl nach 1016; ⚭ (I) Hermann Graf von Werl, 978/985; ⚭ (II) um 988 Hermann II. Herzog von Schwaben, † 4. Mai 1003 (Konradiner)
            6. (II) Rudolf III., † 5. oder 6. September 1032, 993 König von Burgund, begraben in der Kathedrale von Lausanne; ⚭ (I) vor 994 Agaltrudis, † zwischen 21. März 1008 und 18. Februar 1011; ⚭ (II) 24. April/28. Juli 1011 Ermengarde, † 27. August nach 1057, Witwe des Rotbald III. Graf von Provence
            7. Burchard (Bouchard), † 22. Juni 1030 oder 1031, 978 Erzbischof von Lyon, 983 Propst von Saint-Maurice-d’Agaune, Bouchards Mutter ist Aldiud, die als Ehefrau von Anselm die Mutter des Bischofs Anselm von Aosta, des Erzbischofs Burchard (Bouchard) von Vienne, und des Udalrich, Vogt der Kirche von Vienne, ist

          2. Rudolf, 961/962 bezeugt
          3. Burchard (Bouchard), † zwischen 23. Juni 957 und 959, vor 949 Erzbischof von Lyon
          4. Adelheid, † 16. Dezember 999; ⚭ (I) 947 vor 27. Juni Lothar II. Mitkönig von Italien, † 22. November 950 in Turin; ⚭ (II) Oktober 951 Otto I., † 7. Mai 973, Herzog von Sachsen, 936 deutscher König, 962 Kaiser (Liudolfinger)

        2. Ludwig, 920/929 Graf im Thurgau, ⚭ Edgifa, Tochter des Eduard der Ältere, König von England
          1. Heinrich, 943/963 Graf in Vaud

        3. Waldrada, ⚭ zwischen 921 und 17. Juli 923 Bonifatius I., Herzog und Markgraf von Spoleto, † Juli/Dezember 953
        4. Judith, 929 bezeugt

      2. Adelheid, 921–928/929 bezeugt, erhält 888 von ihrem Bruder das Kloster Romainmôtier auf Lebenszeit ⚭ Richard Justiciarius (Richard le Justicier), † 921, Herzog von Burgund (Buviniden)

    2. Hugo Abbas, † 12. Mai 886 in Orléans, 853 Missus Regius in Auxerre und Abt von Saint-Germain d’Auxerre, bis 861 Abt von Saint-Riquier, 859/862 Abt von Saint-Bertin, 861–865 bei König Lothar II., 864 Elekt von Köln, 865 Graf von Auxerre, 866 Markgraf in Neustrien und Graf von Tours und Angers (Anjou) sowie Abt von Saint-Martin de Tours, um 874 Abt von Saint-Vaast in Arras, vor 876 Abt von Saint-Aignan in Orléans, 877 Abt von Saint-Julien in Auxerre, Abt von Sainte-Colombe in Sens, um 880 Erzkaplan der königlichen Kapelle, begraben in Saint-Germain d’Auxerre
    3. Rudolf, † vor 864, Abt von Saint-Riquier, 849 Abt von Jumièges
    4. Tochter; ⚭ Graf Udo, † um 885 (Konradiner)[4]
    5.  ? Welf II.,[1] vielleicht auch ein Sohn Graf Rudolfs I. (siehe oben), 842/850 Graf im Linzgau, 852–858 Graf im Alpgau; → Nachfahren siehe unten: Die schwäbischen Welfen

  4. Hemma, † 13. Januar 876; ⚭ 827 Ludwig der Deutsche, 843 König der Ostfranken, † 28. August 876 (Karolinger)

#### Die schwäbischen Welfen
1. Welf II., 842/850 Graf im Linzgau, 852–858 Graf im Alpgau; → wahrscheinliche Vorfahren siehe oben: Die burgundischen Welfen
  1.  ? Eticho,[1] um 900 bezeugt, † nach 911, begraben im Ammergau, ⚭ Egila
    1.  ? Heinrich mit dem goldenen Wagen,[1] um 900 bezeugt, Stifter des Klosters Altdorf (aus dem die Abtei Weingarten hervorging), ⚭ Beata von Hohenwart
      1.  ? Rudolf I.,[1] 935 bezeugt, begraben in Altdorf
        1.  ? Rudolf II.,[1] † 10. März …, Graf von Altdorf, begraben dortselbst, ⚭ Ita von Öhningen, Tochter Konrad I. Herzog von Schwaben (Konradiner)
          1. Heinrich, † 15. November wohl 1000, Graf
          2. Welf II., † 10. März 1030, Graf von Altdorf, Graf im Norital und Inntal, begraben in Altdorf, ⚭ Imiza, † nach 2. August 1055, Tochter des Grafen Friedrich im Moselgau (Wigeriche), begraben in Altomünster
            1. Welf III., † 13. November 1055 auf Burg Bodman, 1047 Herzog von Kärnten und Markgraf von Verona
            2. Kunigunde von Altdorf (Kunizza), † 31. März vor 1055; ⚭ um 1035 Alberto Azzo II. d’Este, † 1097 Graf von Luni, Tortona und Mailand, begraben im Kloster Vangadizza (Este); → Nachkommen siehe Este
              1. Welf IV.; → Nachkommen siehe unten: Jüngere Welfen

            3.  ? Konrad,[1] † 27. August 1031, filius adoptivus von Richlind von Ebersberg

          3. Richlind, † 12. Juni 1045 auf Burg Persenbeug, begraben in Ebersberg, ⚭ Graf Adalbert II. von Ebersberg, † 27. März 1045 (Sieghardinger)

      2.  ? Konrad der Heilige,[1] † 26. November 975, 934 Bischof von Konstanz
      3.  ? Eticho,[1] begraben im Dom von Konstanz

Rudolf I., Konrad und Eticho waren Brüder, unsicher ist die Vaterschaft Heinrichs.

## Jüngere Welfen (Haus Welf-Este)
1. Welf IV. (* wohl 1030/40; † 1101), 1070 Herzog von Bayern, ⚭ (I) geschieden 1070, Ethelinde, Tochter des Otto von Northeim; ⚭ (II) um 1070 Judith von Flandern (* 1028; † 5. März 1094), wohl Tochter des Grafen Balduin IV. von Flandern; → Vorfahren väterlicherseits siehe Este; Vorfahren mütterlicherseits siehe oben: Ältere Welfen
  1. (II) Welf V. (* wohl 1073; † 1120), 1101 Herzog von Bayern, ⚭ um 1089, getrennt 1095, Mathilde (* wohl 1046, † 1115), Herrin von Canossa, 1053/1056 und 1070/1115 Herzogin von Tuscien, Gräfin von Reggio etc., Tochter des Bonifatius von Canossa
  2. (II) Heinrich IX. der Schwarze (* wohl 1074; † 1126), 1120–1126 Herzog von Bayern; ⚭ Wulfhild von Sachsen († 1126), Tochter des Herzogs Magnus von Sachsen (Billunger)
    1. Heinrich X. der Stolze (* wohl 1108; † 1139), 1126–1138 Herzog von Bayern, 1137–1139 Herzog von Sachsen und Markgraf von Tuscien; ⚭ 1127 Gertrud von Sachsen (* 1115; † 1143), Tochter des Kaisers Lothar III. (Supplinburger)
      1. Heinrich der Löwe (* wohl 1132/33; † 1195), 1142 Herzog von Sachsen, 1156 Herzog von Bayern, ⚭ (I) um 1148/49, geschieden 1162, Clementia von Zähringen († vor 1167), Herrin von Badenweiler, Tochter des Konrad, 1138 Herzog von Burgund; ⚭ (II) 1168 Mathilde von England (* 1156; † 1189), Tochter des Königs Heinrich II. (Anjou-Plantagenet)
        1. (I) Heinrich (jung, † 1. November)
        2. (I) Gertrud († 1. Juli 1197), ⚭ (I) 1166 Friedrich IV. von Rothenburg († 1167), Herzog von Schwaben (Staufer), ⚭ (II) 1177 Knut VI. († 12. November 1202), 1182 König von Dänemark (Haus Estridsson)
        3. (I) Richinza (1164 bezeugt; † vor 1168)
        4. (II) Richenza, ab 1182 Mathilde (* 1172; † 13. Januar 1209/10), ⚭ (I) 1189 Gottfried Graf von Perche († 1202); ⚭ (II) 1204 Enguerrand III. de Coucy († 1242) (Haus Boves)
        5. (II) Heinrich V. der Ältere von Braunschweig (* wohl 1173/74; † 1227), 1195–1212 Pfalzgraf bei Rhein, ⚭ (I) 1193/1194 Agnes von Staufen († 1204), Tochter des Pfalzgrafen Konrad (Staufer), ⚭ (II) 1211 Agnes von Wettin († 1248), Tochter des Konrad II. von Landsberg, Markgraf der Niederlausitz
          1. (I) Heinrich II. (* wohl 1196; † 1214), 1212–1214 Pfalzgraf bei Rhein, ⚭ Aachen 1212 Mathilde von Brabant († 1267), Tochter des Herzogs Heinrich I. von Brabant
          2. (I) Irmgard (1212 bezeugt; † 1259), ⚭ um 1217 Markgraf Hermann V. von Baden († 1242/43)
          3. (I) Agnes (* wohl 1201; † 1267), Erbin der Pfalzgrafschaft bei Rhein, ⚭ 1222 Herzog Otto II. von Bayern (1206–1253), 1228 Pfalzgraf bei Rhein

        6. (II) Lothar (* wohl 1174/75; † 1190)
        7. (II) Otto IV. (* wohl 1176/77; † 1218), Römisch-deutscher König, 1198 gekrönt, 1208 nachträglich gewählt, 1209 Kaiser; ⚭ (I) 1212 Beatrix von Schwaben (* wohl 1198; † 1212) Tochter des Königs Philipp von Schwaben; ⚭ (II) 1214 Maria von Brabant († 1260), Tochter des Herzogs Heinrich I. von Brabant
        8. (II) Sohn (* 1182; † jung)
        9. (II) Wilhelm (* 1184; † 1213), 1202 Herr von Lüneburg, 1208 Herzog von Lüneburg, ⚭ 1202 Helena von Dänemark († 1233), Tochter von König Waldemar I. dem Großen (Haus Estridsson)
          1. Otto I. (Braunschweig) (1204–1252), gen. das Kind, 1235 Herzog von Braunschweig und Lüneburg, ⚭ 1228 Mathilde von Brandenburg (* 1206/15; † 1261), Tochter des Markgrafen Albrecht II. (Askanier)
            1. Mathilde († 1295/96) ⚭ Graf Heinrich II. (Anhalt) (1215–1266), gen. der Fette
            2. Helene (1231–1273)
            3. Otto († 1247)
            4. Elisabeth von Braunschweig (HRR) (1230–1266) ⚭ Graf Wilhelm von Holland (1228–1256) Römisch-deutscher König (Gerulfinger)
            5. Albrecht I. (Braunschweig) (1236–1279), gen. der Große; → Nachfahren siehe unten: Altes Haus Braunschweig
            6. Johann I. (Braunschweig-Lüneburg) (um 1242–1277) ⚭ Liutgard von Holstein († nach 1289), Tochter von Graf Gerhard I. von Itzehoe; → Nachfahren siehe unten: Altes Haus Lüneburg
            7. Otto I. von Braunschweig-Lüneburg († 1279), Bischof von Hildesheim
            8. Konrad von Braunschweig-Lüneburg († 1300), Bischof von Verden
            9. Adelheid († 1274) ⚭ Landgraf Heinrich I. (Hessen) (1244–1308)
            10. Agnes († nach 1302) ⚭ Fürst Wizlaw II. von Rügen († 1302)

        10. Mathilde (die Mutter war eine Tochter des Grafen Gottfried I. von Blieskastel) (* vor 1164, † vor 1219), ⚭ 1178 Heinrich Borwin I. Fürst von Mecklenburg († 1227)

      2.  ? Kunigunde († wohl 1140/47),[1] ⚭ Gottfried I. Graf von Ronsberg, Vogt von Kloster Ottobeuren († 3. April 1168/72), 1126/32 bezeugt

    2. Konrad († 17. März 1126), Zisterziensermönch
    3. Sophie († 10. Juli vor 1147), als Witwe Nonne in Admont, ⚭ (I) Herzog Berthold III. von Zähringen (X 1122); ⚭ (II) 1122/33 Leopold der Starke († 1129), Markgraf von Steyr
    4. Judith (* wohl nach 1100; † 22. Februar wohl 1130/31), ⚭ um 1119/21 Herzog Friedrich II. von Schwaben (1090–1147) (Staufer)
    5. Mathilde († 6. Februar 1183); ⚭ (I) Diepold IV. von Vohburg (* um 1120; † wohl 1128) (Rapotonen), ⚭ (II) um 24. Oktober 1129 Gebhard III. Graf von Sulzbach († 28. Oktober 1188)
    6. Welf VI. (* um 1115; † 1191), 1152–1172 Herzog von Spoleto und Markgraf von Tuscien, 1152 Vogt von Zwiefalten; ⚭ vor Januar 1133 Uta von Calw, genannt Herzogin von Schauenburg († 1196)
      1. Welf VII. († 1167), 1160 Herzog von Spoleto
      2. Elisabeth († 11. Oktober zwischen 1164 und wohl 1180), ⚭ um 1150 Rudolf von Pfullendorf († 1181)

    7. Wulfhild († 8. Mai nach 1156), 1156 Nonne zu Wessobrunn, ⚭ Rudolf Graf von Bregenz († 27./28. April 1160)

  3. (II) Kunizza († 6. Juli 1120), ⚭ Friedrich Rocho († 12. November …), 1086 Graf, wohl von Dießen

### Altes Haus Braunschweig
1. Albrecht I. (Braunschweig) (1236–1279), gen. der Große; → Vorfahren siehe oben: Haus Welf-Este
  1. Heinrich I. (Braunschweig-Grubenhagen) (1267–1322), gen. der Wunderliche ⚭ Agnes von Meißen (1264–1322), Tochter von Markgraf Albrecht II. (Meißen) (1240–1314), gen. der Entartete
    1. Heinrich II. (Braunschweig-Grubenhagen) (um 1289–1351), gen. der Junge
      1. Riddag († um 1366)
      2. Agnes (1318– vor 1371) ⚭ Herzog Barnim III. (Pommern) (1303–1368), der Kirchenstifter
      3. Otto (Tarent) (1319/20–1399), Fürst von Tarent und Fürst von Achaia ⚭ Königin Johanna I. (Neapel) (um 1326–1382), Tochter von Herzog Karl (Kalabrien) (1298–1328)
      4. Johann (1321–1371), Canon von Halberstadt
      5. Louis (um 1323– vor 1373), Canon von Cammin
      6. Philip (um 1332–1370/1380), Konstabler von Jerusalem; ⚭ (I) Heloise von Dampierre; ⚭ (II) Alice von Ibelin († 1386), Witwe von König Hugo IV. von Zypern
        1. Helvis (1353–15. Januar 1421); ⚭ König Jakob I. von Zypern
        2. Johann (nach 1353–), Admiral von Zypern

      7. Balthasar (Braunschweig-Grubenhagen) (1336–1385), Despot von Romania
      8. Thomas (1338–1384), Augustiner-Mönch
      9. Melchior von Braunschweig-Grubenhagen (um 1341–1381), Bischof von Osnabrück und Schwerin

    2. Ernst I. (Braunschweig-Grubenhagen) († 1361), in Einbeck und Osterode
      1. Albrecht I. (Braunschweig-Grubenhagen) (um 1339–1383), in Salzderhelden, Grubenhagen und Einbeck ⚭ Agnes von Braunschweig († 1410), Tochter von Herzog Magnus II. (Braunschweig-Lüneburg) (1328–1373), gen. Torquatus (mit der Kette)
        1. Erich I. (Braunschweig-Grubenhagen) (um 1383–1427) in Salzderhelden ⚭ Elisabeth von Braunschweig-Göttingen, Tochter von Herzog Otto I. (Braunschweig-Göttingen) (um 1340–1394), gen. der Quade
          1. Agnes II. von Braunschweig-Grubenhagen (1406–1439), Äbtissin des Stiftes Gandersheim
          2. Heinrich III. (Braunschweig-Grubenhagen) (1416–1464), in Grubenhagen ⚭ Margarete von Sagan (1415/25–1497), Tochter von Herzog Johann I. (Sagan) (1385–1439)
            1. Heinrich IV. (Braunschweig-Grubenhagen) (1460–1526), in Salzderhelden ⚭ Elisabeth von Sachsen-Lauenburg († 1542), Tochter von Herzog Johann IV. (Sachsen-Lauenburg) (1439–1507)

          3. Ernst III. († 1466), Dompropst in Einbeck
          4. Albrecht II. (Braunschweig-Grubenhagen) (1419–1485), in Herzberg, Osterode und Grubenhagen ⚭ Elisabeth von Waldeck (um 1455–1513), Tochter von Graf Wolrad I. (Waldeck) (um 1399–1475)
            1. Philipp I. (Braunschweig-Grubenhagen) (1476–1551)
              1. Philipp (1509–1512)
              2. Ernst III. (Braunschweig-Grubenhagen) (1518–1567) ⚭ Margarethe von Pommern-Wolgast (1518–1569), Tochter von Herzog Georg I. (Pommern) (1493–1531)
                1. Elisabeth (1550–1586) ⚭ Herzog Johann (Schleswig-Holstein-Sonderburg) (1545–1622)

              3. Elisabeth (1520)
              4. Albrecht (1521–1546), gefallen
              5. Philipp (1523–1531)
              6. Katherin (1524–1581)
              7. Johann (1526–1557), gefallen in der Schlacht von Saint-Quentin
              8. Barbara (1528)
              9. Wolfgang (Braunschweig-Grubenhagen) (1531–1595), in Katlenburg und Grubenhagen ⚭ Dorothea von Sachsen-Lauenburg (1543–1586), Tochter von Herzog Franz I. (Sachsen-Lauenburg) (1510–1581)
              10. Philipp II. (Braunschweig-Grubenhagen) (1533–1596), in Herzberg und Osterode ⚭ Clara von Braunschweig-Wolfenbüttel (1532–1595), Tochter von Heinrich II. (Braunschweig-Wolfenbüttel) (1489–1568), gen. der Jüngere; → Linie ausgestorben

            2. Ernst IV. († 1496)
            3. Erich von Braunschweig-Grubenhagen (1478–1532), Bischof von Osnabrück, Paderborn und Münster
            4. Sophie, Äbtissin von Gandersheim

      2. Johann II. († wohl 1401)
      3. Ernst von Braunschweig-Grubenhagen (Abt) († 1400/1402), 1369–1371 Abt von Corvey, 1372–1402 Propst am Alexanderstift in Einbeck
      4. Friedrich († 1421) in Herzberg, Salzderhelden, Osterode
        1. Otto II. († 1436)

    3. Wilhelm I. (Braunschweig-Grubenhagen) († 1360) in Osterode
    4. Johann I. († 1367)
    5. Adelheid von Braunschweig-Grubenhagen (ca. 1300–1320) ⚭ Heinrich von Kärnten († 1335)

  2. Albrecht II. (Braunschweig-Wolfenbüttel-Göttingen) (1268–1318), gen. der Fette, in Göttingen und Braunschweig ⚭ Rixa von Werle († 1317), Tochter von Prinz Heinrich I. (Werle) (um 1245–1291), ermordet
    1. Luther von Braunschweig-Göttingen († 1334)
    2. Bruno von Braunschweig-Göttingen († 1303)
    3. Adelheid von Braunschweig-Göttingen († 1311)
    4. Maud von Braunschweig-Göttingen († 1356)
    5. Otto (Braunschweig-Göttingen) (1292–1344), gen. der Milde
    6. Albrecht II. von Braunschweig-Lüneburg (1294–1358), Bischof von Halberstadt
    7. Wilhelm von Braunschweig (1295–1318)
    8. Heinrich III. von Braunschweig-Lüneburg (1296–1363), Bischof von Hildesheim
    9. Richenza von Braunschweig (1298–1317)
    10. Magnus I. (Braunschweig-Wolfenbüttel) (1304–1369), gen. der Fromme, in Braunschweig ⚭ (1327) Sophie von Brandenburg († 1356)
      1. Mathilde († vor 28. Juni 1354); ⚭ (1339) Fürst Bernhard III. (Anhalt) († 1348)
      2. Magnus II. (Braunschweig-Lüneburg) (1328–1373), gen. Torquatus (mit der Kette); ⚭ Katharina von Anhalt-Bernburg († 1390), Tochter von Fürst Bernhard III. (Anhalt) († 1348)
        1. Elisabeth ⚭ Herzog Gerhard VI. (Holstein-Rendsburg) († 1404)
        2. Friedrich I. (Braunschweig-Wolfenbüttel) (1357–1400) ⚭ Anna von Sachsen-Wittenberg († 1426), Tochter von Kurfürst Wenzel I. (Sachsen-Wittenberg) (um 1337–1388)
          1. Katharina († vor 1439) ⚭ Graf Heinrich XXIV. von Schwarzburg-Sondershausen (1388–1444), Sohn von Günther XXX. (Schwarzburg) (1352–1416)
          2. Anna von Braunschweig († 1432) ⚭ Herzog Friedrich IV. (Tirol) (1382–1439)

        3. Bernhard I. (Braunschweig-Lüneburg) († 1434) ⚭ Margarete von Sachsen (vor 1370–1418), Tochter von Kurfürst Wenzel I. (Sachsen-Wittenberg) (um 1337–1388); → Nachfahren siehe unten: Mittleres Haus Lüneburg
        4. Heinrich I. (Braunschweig) († 1416); → Nachfahren siehe unten: Mittleres Haus Braunschweig
        5. Agnes I. († 1410) ⚭ Herzog Albrecht I. (Braunschweig-Grubenhagen) (1339–1383)
        6. Helene ⚭ Graf Erich I. von Hoya (Bruder vom Paderborner Bischof Johann I. von Hoya)
        7. Elisabeth († 1420) ⚭ Graf Moritz IV. von Oldenburg (1380–1420), Sohn von Konrad II. von Oldenburg († 1401)
        8. Agnes II. (vor 1356-vor 1434)
        9. Sophie (1358–1416) ⚭ Herzog Erich IV. (Sachsen-Lauenburg) (1354–1411)
        10. Otto II. (Bremen) (um 1364–1406), Erzbischof von Bremen
        11. Mechthild (* 1370) ⚭ Graf Otto III. (Hoya) († 1428)

      3. Albert II. (Bremen) († 1395), Erzbischof von Bremen
      4. Heinrich († nach 28. Januar 1382), Domherr in Hildesheim und Halberstadt
      5. Otto († 1339)
      6. Ludwig I. (Braunschweig-Lüneburg) (* vor 1349; † 5. November 1367); ⚭ Mechtild von Braunschweig-Lüneburg († vor 16. Mai 1410), Tochter des Herzogs Wilhelm II. (Braunschweig-Lüneburg) († 1369)
      7. Agnes (1343–1404); ⚭ (vor 5. Januar 1364) Graf Heinrich VII. von Hohnstein († 1408)
      8. Sophie (* um 1340; † um 1394); ⚭ Graf Diedrich V. von Hohnstein (* um 1306; † 1379)
      9. Ernst († (16./26.) Februar 1385)

    11. Ernst I. (Braunschweig-Göttingen) (1305–1367), in Göttingen
      1. Otto I. (Braunschweig-Göttingen) (um 1340–1394), genannt der Quade
        1. Otto II. (Braunschweig-Göttingen) (um 1380–1463), gen. der Einäugige

      2. Ernst II. († nach 1357)
      3. Albrecht († nach 1363)

  3. Wilhelm I. (Braunschweig) (1270–1292), in Wolfenbüttel
  4. Luther von Braunschweig (um 1275–1335), Hochmeister des Deutschen Ordens

#### Mittleres Haus Lüneburg
1. Bernhard I. (Braunschweig-Lüneburg) († 1434) ⚭ Margarete von Sachsen (vor 1370–1418), Tochter von Kurfürst Wenzel I. (Sachsen-Wittenberg) (um 1337–1388); → Vorfahren siehe oben: Altes Haus Braunschweig
  1. Otto IV. (Braunschweig-Lüneburg) († 1446) ⚭ Elisabeth von Eberstein (vor 1415–1468), Tochter von Graf Hermann VIII. von Eberstein
  2. Friedrich II. (Braunschweig-Lüneburg) (1418–1478) ⚭ Magdalena von Brandenburg (1412–1454), Tochter von Kurfürst Friedrich I. (Brandenburg) (1371–1440)
    1. Bernhard II. (Braunschweig-Lüneburg) († 1464) ⚭ Mathilde von Holstein-Schauenburg († 1468), Tochter von Graf Otto II. von Holstein-Schauenburg-Pinneburg (1400–1464)
    2. Otto V. (Braunschweig-Lüneburg) (1439–1471) ⚭ Anna von Nassau-Dillenburg (1441–1514), Tochter von Johann IV. (Nassau) (1410–1475)
      1. Heinrich I. (Braunschweig-Lüneburg) (1468–1532) ⚭ Margarete von Sachsen (1469–1528), Tochter von Kurfürst Ernst (Sachsen) (1441–1486)
        1. Anne (1492–??)
        2. Elisabeth von Braunschweig-Lüneburg (1494–1572) ⚭ Karl von Egmond (1467–1538)
        3. Otto I. (Braunschweig-Lüneburg-Harburg) (1495–1549) ⚭ Meta von Campe († 1580), Tochter von Johann III. von Campe – Harburg
          1. Anne (1526–1527)
          2. Otto (1527)
          3. Ernst (1527–1540)
          4. Otto II. (Braunschweig-Harburg) (1528–1603) ⚭ (I) (8. September 1551) Margarethe von Schwarzburg-Leutenburg (* (1529); † 18. März 1559 in Harburg; ▭ ebenda), Tochter von Johann Heinrich von Schwarzburg-Leutenberg (1496–1555); ⚭ (II) (8. Oktober 1562) Hedwig von Ostfriesland (* 29. Juni 1535; † 4. Dezember 1616), Tochter von Graf Enno II. (Ostfriesland) (1505–1540)
            1. (I) Elisabeth (1553–1618) ⚭ Erik Brahe Graf zu Visingsborg (1552–1614), schwedischer Reichsrat[5]
            2. (I) Otto Heinrich von Braunschweig-Harburg (1555–1591)
            3. (I) Johann Friedrich (1557–1619)
            4. (I) (Kind) (1559)
            5. (II) Wilhelm August (Braunschweig-Harburg) (1564–1642)
            6. (II) Enno (1565–1600)
            7. (II) Anna Margarete von Braunschweig-Harburg (1567–1643), Pröpstin im Stift Quedlinburg
            8. (II) Heinrich (1568–1569)
            9. (II) Hedwig (1569–1620)
            10. (II) Christoph (Braunschweig-Harburg) (1570–1606) ⚭ Elisabeth von Braunschweig-Wolfenbüttel (1567–1618), Tochter von Julius (Braunschweig-Wolfenbüttel) (1528–1589)
            11. (II) Otto III. (Braunschweig-Harburg) (1572–1641) ⚭ Hedwig von Braunschweig-Wolfenbüttel (1580–1657), Tochter von Julius (Braunschweig-Wolfenbüttel) (1528–1589)
            12. (II) Johann (1573–1625)
            13. (II) Elisabeth (1574–1575)
            14. (II) Katharina Sophie (1577–1665) ⚭ Landgraf Hermann II. von Schaumburg (1575–1634), Sohn von Graf Jobst II. (Schaumburg) (1520–1581)
            15. (II) Friedrich (1578–1605)
            16. (II) August Friedrich (1580)

          5. Friedrich (1530–1533)
          6. Margarete (1532–1539)
          7. Susanna (1536–1581)

        4. Ernst I. (Braunschweig-Lüneburg) (1497–1546) ⚭ Sophie von Mecklenburg-Schwerin (1508–1541), Tochter von Herzog Heinrich V. (Mecklenburg) (1479–1552)
          1. Franz Otto (Braunschweig-Lüneburg) (1530–1559) ⚭ Elisabeth Magdalene von Brandenburg (1537–1595), Tochter von Joachim II. (Brandenburg) (1505–1571)
          2. Friedrich (1532–1553)
          3. Heinrich (Braunschweig-Dannenberg) (1533–1598) ⚭ Ursula von Sachsen-Lauenburg (1552/53–1620), Tochter von Herzog Franz I. (Sachsen-Lauenburg) (1510–1581); → Nachfahren siehe unten: Neues Haus Braunschweig
          4. Margaret (1534–1596) ⚭ Graf Johann von Mansfeld-See († 1567)
          5. Wilhelm der Jüngere (Braunschweig-Lüneburg) (1535–1592) ⚭ Dorothea von Dänemark (1546–1617), Tochter von König Christian III. (Dänemark und Norwegen) (1503–1559); → Nachfahren siehe unten: Neues Haus Lüneburg
          6. Ursula (1536–1538)
          7. Catherine (1537–1540)
          8. Elisabeth Ursula von Braunschweig-Lüneburg (1539–1586) ⚭ Graf Otto IV. (Schaumburg) (1517–1576)
          9. Magdalene Sophie (1540–1586) ⚭ Graf Arnold von Bentheim-Steinfurt (1538–1566)
          10. Sophie (1541–1631) ⚭ Graf Poppo XII. von Henneberg-Schleusingen (1513–1574)

        5. Apollonia (1499–1571)
        6. Anna von Braunschweig-Lüneburg (1502–1568) ⚭ Herzog Barnim IX. (Pommern) (1501–1573)
        7. Franz (Braunschweig-Lüneburg) (1508–1549) ⚭ Klara von Sachsen-Lauenburg (1518–1576), Tochter von Herzog Magnus I. (Sachsen-Lauenburg) (1470–1543)
          1. Katherina (1548–1565) ⚭ Heinrich VI. von Plauen (1536–1572)
          2. Clara (1550–1598)

      2. Wilhelm (1471–1480)

    3. Margarete von Braunschweig-Lüneburg (1442–1512) ⚭ Herzog Heinrich (Mecklenburg-Stargard) (1412–1466)

  3. Katharina (1418–1429)

##### Neues Haus Braunschweig
1. Heinrich (Braunschweig-Dannenberg) (1533–1598) ⚭ Ursula von Sachsen-Lauenburg (1552/53–1620), Tochter von Herzog Franz I. (Sachsen-Lauenburg) (1510–1581); → Vorfahren siehe oben: Mittleres Haus Lüneburg
  1. Julius Ernst (Braunschweig-Dannenberg) (1571–1636)
    1. Siegmund Heinrich (1614)
    2. Marie Katherine (1616–1665) ⚭ Herzog Adolf Friedrich I. (Mecklenburg) (1588–1658)
    3. August (1619)
    4. Anne Marie (1622)

  2. Franz (1572–1601), Dompropst zu Straßburg
  3. Anne Sophie (1573–1574)
  4. Heinrich (1574–1575)
  5. Sibylla Elisabeth von Braunschweig-Dannenberg (1576–1630) ⚭ Graf Anton II. (Oldenburg-Delmenhorst) (1550–1619)
  6. Sidonie (1577–1645)
  7. August II. (Braunschweig-Wolfenbüttel) (1579–1666)
    1. Heinrich August (1625–1627)
    2. Rudolf August (Braunschweig-Wolfenbüttel) (1627–1704) ⚭ (I) Christine Elisabeth von Barby und Mühlingen (1634–1681), Tochter von Graf Albrecht Friedrich (Barby-Mühlingen) (1597–1641); ⚭ (II) Rosine Elisabeth Menthe (1663–1701), morganatische Ehe
      1. (I) Dorothea Sophie (1653–1722) ⚭ Herzog Johann Adolf (Schleswig-Holstein-Sonderburg-Plön) (1634–1704)
      2. (I) Christine Sophie (1654–1695) ⚭ Herzog August Wilhelm (Braunschweig-Wolfenbüttel) (1662–1731)
      3. (I) Eleonore Sophie (1655–1656)

    3. Sibylle Ursula von Braunschweig-Wolfenbüttel (1629–1671) ⚭ Herzog Christian (Schleswig-Holstein-Sonderburg-Glücksburg) (1627–1698)
    4. Clara Augusta (1632–1700) ⚭ Herzog Friedrich (Württemberg-Neuenstadt) (1615–1682)
    5. Anton Ulrich (Braunschweig-Wolfenbüttel) (1633–1714) ⚭ Elisabeth Juliane von Schleswig-Holstein-Sonderburg-Norburg (1634–1704), Tochter von Herzog Friedrich (Schleswig-Holstein-Norburg) (1581–1658)
      1. August Friedrich von Braunschweig-Wolfenbüttel (1657–1676), gefallen
      2. Elisabeth Eleonore von Braunschweig-Wolfenbüttel (1658–1729)
      3. Anna Sophie von Braunschweig-Wolfenbüttel (1659–1742) ⚭ Markgraf Karl Gustav von Baden-Durlach (1648–1703)
      4. Leopold August (1661–1662)
      5. August Wilhelm (Braunschweig-Wolfenbüttel) (1662–1731) ⚭ (I) Christine Sophie von Braunschweig-Wolfenbüttel (1654–1695), Tochter von Fürst Rudolf August (Braunschweig-Wolfenbüttel) (1627–1704); ⚭ (II) Sophie Amalie von Schleswig-Holstein-Gottorf (1670–1710), Tochter von Herzog Christian Albrecht (Schleswig-Holstein-Gottorf) (1641–1695); ⚭ (III) Elisabeth Sophie Marie von Schleswig-Holstein-Norburg (1683–1767), Tochter von Rudolf Friedrich von Schleswig-Holstein-Norburg (1645–1688)
      6. August Heinrich (1663–1664)
      7. August Karl (1664)
      8. August Franz (1665–1666)
      9. Auguste Dorothea von Braunschweig-Wolfenbüttel (1666–1751) ⚭ Fürst Anton Günther II. (Schwarzburg) (1653–1716)
      10. Amalia Antonia (1668)
      11. Henriette Christine von Braunschweig-Wolfenbüttel (1669–1753), Äbtissin von Gandersheim
      12. Ludwig Rudolf (Braunschweig-Wolfenbüttel) (1671–1735) ⚭ Christine Luise von Oettingen-Oettingen (1671–1747), Tochter von Albrecht Ernst I. zu Oettingen-Oettingen (1642–1683)
        1. Elisabeth Christine von Braunschweig-Wolfenbüttel (1691–1750) ⚭ Kaiser Karl VI. (HRR) (1685–1740)
        2. Charlotte Auguste (1692)
        3. Charlotte Christine von Braunschweig-Wolfenbüttel (1694–1715) ⚭ Alexei von Russland (1690–1718)
        4. Antoinette Amalie von Braunschweig-Wolfenbüttel (1696–1762) ⚭ Herzog Ferdinand Albrecht II. (Braunschweig-Wolfenbüttel) (1680–1735)

      13. Sibylle Rosola (1672–1673)

    6. Ferdinand Albrecht I. (Braunschweig-Wolfenbüttel-Bevern) (1636–1687) ⚭ Christine von Hessen-Eschwege (1648–1702), Tochter von Landgraf Friedrich (Hessen-Eschwege) (1617–1655); → Nachfahren siehe unten: Linie Braunschweig-Wolfenbüttel-Bevern
    7. Marie Elisabeth von Braunschweig-Wolfenbüttel (1638–1687) ⚭ (I) Herzog Adolf Wilhelm (Sachsen-Eisenach) (1632–1668); ⚭ (II) Herzog Albrecht (Sachsen-Coburg) (1648–1699)
    8. Christoph Franz (1639)

###### Linie Braunschweig-Wolfenbüttel-Bevern
1. Ferdinand Albrecht I. (Braunschweig-Wolfenbüttel-Bevern) (1636–1687) ⚭ Christine von Hessen-Eschwege (1648–1702), Tochter von Landgraf Friedrich (Hessen-Eschwege) (1617–1655); → Vorfahren siehe oben: Neues Haus Braunschweig
  1. Leopold Karl (1670)
  2. Friedrich Albert (1672–1673)
  3. Sophie Eleonore von Braunschweig-Wolfenbüttel-Bevern (1674–1711), Kanonissin in Gandersheim
  4. Claudia Eleonore (1675–1676)
  5. August Ferdinand von Braunschweig-Wolfenbüttel-Bevern (1677–1704), kaiserlicher Generalmajor
  6. Ferdinand Albrecht II. (Braunschweig-Wolfenbüttel) (1680–1735) ⚭ Antoinette Amalie von Braunschweig-Wolfenbüttel (1696–1762), Tochter von Ludwig Rudolf (Braunschweig-Wolfenbüttel) (1671–1735)
    1. Karl I. (Braunschweig-Wolfenbüttel) (1713–1780) ⚭ Philippine Charlotte von Preußen (1716–1801), Tochter von König Friedrich Wilhelm I. (Preußen) (1688–1740)
      1. Karl Wilhelm Ferdinand (1735–1806) ⚭ Augusta von Hannover (1737–1813), Tochter von Friedrich Ludwig von Hannover (1707–1751)
        1. Auguste Karoline von Braunschweig-Wolfenbüttel (1764–1788) ⚭ Friedrich I. (Württemberg, König) (1754–1816)
        2. Karl (1766–1806) ⚭ Friederika Louise Wilhelmina von Oranien (1770–1819), Tochter von Wilhelm V. (Oranien) (1748–1806)
        3. Caroline von Braunschweig-Wolfenbüttel (1768–1821) ⚭ König Georg IV. (Vereinigtes Königreich) (1762–1830)
        4. Georg (1769–1811)
        5. August (1770 – 18. Dezember 1820)
        6. Friedrich Wilhelm (Braunschweig-Wolfenbüttel) (1771–1815) ⚭ Maria Elisabeth Wilhelmine von Baden (1782–1808), Tochter von Karl Ludwig von Baden (1755–1801)
          1. Karl II. (Braunschweig) (1804–1873)
          2. Wilhelm (Braunschweig) (1806–1884); → Linie Braunschweig-Wolfenbüttel ausgestorben

        7. Amelie Karoline Dorothea Luise (1772–1773)

      2. Georg Franz (1736–1737)
      3. Sophie Caroline Marie von Braunschweig-Wolfenbüttel (1737–1817) ⚭ Markgraf Friedrich III. (Brandenburg-Bayreuth) (1711–1763)
      4. Christian Ludwig (1738–1742)
      5. Anna Amalia von Braunschweig-Wolfenbüttel (1739–1807) ⚭ Herzog Ernst August II. (Sachsen-Weimar-Eisenach) (1737–1758)
      6. Friedrich August (Braunschweig-Lüneburg-Oels) (1740–1805), preuß. General der Infanterie ⚭ Friederike von Württemberg-Oels (1751–1789), Tochter von Herzog Karl Christian Erdmann (Württemberg-Oels) (1716–1792)
      7. Albrecht Heinrich von Braunschweig-Wolfenbüttel (1742–1761)
      8. Luise Friederike (1743–1744)
      9. Wilhelm Adolf von Braunschweig-Wolfenbüttel (1745–1770)
      10. Elisabeth Christine Ulrike von Braunschweig-Wolfenbüttel (1746–1840) ⚭ König Friedrich Wilhelm II. (Preußen) (1744–1797)
      11. Friederike Wilhelmine (1748–1758)
      12. Auguste Dorothea von Braunschweig-Wolfenbüttel (1749–1810) (1749–1810), Äbtissin von Gandersheim
      13. Leopold von Braunschweig-Wolfenbüttel (1752–1785), ertrunken

    2. Anton Ulrich von Braunschweig-Wolfenbüttel (1714–1774) ⚭ Anna Leopoldowna (1718–1746), Tochter von Karl Leopold (Mecklenburg) (1678–1747)
      1. Iwan VI. (Russland) (1740–1764), Zar von Russland
      2. Katharina (1741–1807)
      3. Elisabeth (1743–1782)
      4. Peter (1745–1798)
      5. Alexej (1746–1787)

    3. Elisabeth Christine von Braunschweig-Wolfenbüttel-Bevern (1715–1797) ⚭ König Friedrich II. (Preußen) (1712–1786)
    4. Ludwig Ernst von Braunschweig-Wolfenbüttel (1718–1788), Generalkapitän der Niederlande
    5. August (1719–1720)
    6. Friederike (1719–1772)
    7. Ferdinand (Braunschweig-Wolfenbüttel) (1721–1792), Generalfeldmarschall
    8. Luise Amalie von Braunschweig-Wolfenbüttel (1722–1780) ⚭ August Wilhelm von Preußen (1722–1758)
    9. Sophie von Braunschweig-Wolfenbüttel (1724–1802) ⚭ Herzog Ernst Friedrich (Sachsen-Coburg-Saalfeld) (1724–1800)
    10. Albrecht von Braunschweig-Wolfenbüttel (1725–1745), Generalmajor, gefallen
    11. Charlotte (1725–1766)
    12. Therese von Braunschweig-Wolfenbüttel (1728–1778), Äbtissin von Gandersheim
    13. Juliane von Braunschweig-Wolfenbüttel (1729–1796) ⚭ König Friedrich V. (Dänemark und Norwegen) (1723–1766)
    14. Friedrich Wilhelm (1731–1732)
    15. Friedrich Franz von Braunschweig-Wolfenbüttel (1732–1758), gefallen

  7. Ernst Ferdinand (Braunschweig-Wolfenbüttel-Bevern) (1682–1746) ⚭ Eleonore Charlotte von Kurland (1686–1748), Tochter von Friedrich II. Kasimir Kettler (1650–1698), Herzog von Kurland
    1. August Wilhelm (Braunschweig-Wolfenbüttel-Bevern) (1715–1781)
    2. Christiane Sophie (1717–1779) ⚭ Friedrich Ernst von Brandenburg-Kulmbach (1703–1762)
    3. Friederike (1719–1772)
    4. Georg Ludwig (1721–1747)
    5. Ernestine (1721)
    6. Friedrich Georg (1723–1766)
    7. Amalie (1724–1726)
    8. Karl Wilhelm (1725)
    9. Friedrich August (1726–1729)
    10. Marie Anna (1728–1754)
    11. Friedrich Karl Ferdinand (Braunschweig-Wolfenbüttel-Bevern) (1729–1809), dänischer Generalfeldmarschall ⚭ Anna Karoline von Nassau-Saarbrücken (1751–1824), Tochter von Fürst Wilhelm Heinrich (Nassau-Saarbrücken) (1718–1768); → Linie ausgestorben
    12. Johann Anton (1731–1732)

  8. Ferdinand Christian (1682–1706)
  9. Heinrich Ferdinand (1684–1706)

##### Neues Haus Lüneburg
1. Wilhelm der Jüngere (Braunschweig-Lüneburg) (1535–1592) ⚭ Dorothea von Dänemark (1546–1617), Tochter von König Christian III. (Dänemark und Norwegen) (1503–1559); → Vorfahren siehe oben: Mittleres Haus Lüneburg
  1. Sophie von Braunschweig-Lüneburg (1563–1639) ⚭ Markgraf Georg Friedrich I. (Brandenburg-Ansbach-Kulmbach) (1539–1603)
  2. Ernst II. (Braunschweig-Lüneburg) (1564–1611)
  3. Elisabeth (1565–1621) ⚭ Graf Friedrich von Hohenlohe-Langenburg (1553–1590)
  4. Christian (Braunschweig-Lüneburg) (1566–1633), Bischof in Minden
  5. August I. (Braunschweig-Lüneburg) (1568–1636), Bischof in Minden
  6. Dorothea (1570–1649) ⚭ Pfalzgraf Karl I. (Pfalz-Zweibrücken-Birkenfeld) (1560–1600)
  7. Clara (1571–1658) ⚭ Graf Wilhelm I. (Schwarzburg-Frankenhausen) (1534–1598)
  8. Anne Ursula (1572–1601)
  9. Margarethe von Braunschweig-Lüneburg (1573–1643) ⚭ Herzog Johann Casimir (Sachsen-Coburg) (1564–1633)
  10. Friedrich IV. (Braunschweig-Lüneburg) (1574–1648)
  11. Marie (1575–1610)
  12. Magnus (1577–1632)
  13. Georg (Braunschweig-Calenberg) (1582–1641) ⚭ Anna Eleonore von Hessen-Darmstadt (1601–1659), Tochter von Ludwig V. (Hessen-Darmstadt) (1577–1626)
    1. Magdalene (1618)
    2. Christian Ludwig (Braunschweig-Lüneburg) (1622–1665) ⚭ Dorothea Sophie von Schleswig-Holstein-Sonderburg-Glücksburg (1636–1689), Tochter von Philipp (Schleswig-Holstein-Sonderburg-Glücksburg) (1584–1663)
    3. Georg Wilhelm (Braunschweig-Lüneburg) (1624–1705) ⚭ Eleonore d’Olbreuse (1639–1722)
      1. Sophie Dorothea von Braunschweig-Lüneburg (1666–1726), bekannt als Prinzessin von Ahlden ⚭ König Georg I. (Großbritannien) (1660–1727)

    4. Johann Friedrich (Braunschweig-Calenberg) (1625–1679) ⚭ Benedicta Henriette von der Pfalz (1652–1730), Tochter von Pfalzgraf Eduard von der Pfalz (1625–1663)
      1. Anne Sophie (1670–1672)
      2. Charlotte Felicitas von Braunschweig-Lüneburg (1671–1710) ⚭ Rinaldo d’Este (1655–1737), Herzog von Modena und Reggio
      3. Henriette Marie (1672–1757)
      4. Wilhelmine Amalie von Braunschweig-Lüneburg (1673–1742) ⚭ Kaiser Joseph I. (HRR) (1678–1711)

    5. Sophie Amalie von Braunschweig-Calenberg (1628–1685) ⚭ König Friedrich III. (Dänemark und Norwegen) (1609–1670)
    6. Dorothea Magdalene (1629–1630)
    7. Ernst August (Hannover) (1629–1698), Kurfürst von Hannover ⚭ Sophie von der Pfalz (1630–1714), Tochter von Kurfürst Friedrich V. (Pfalz) (1596–1632); → Nachfahren siehe unten: Linie Hannover
    8. Anne Marie Eleanor (1630–1636)

  14. Johann (1583–1628), Bischof in Minden
  15. Sybille (1584–1652) ⚭ Julius Ernst (Braunschweig-Dannenberg) (1571–1636)

###### Linie Hannover
1. Ernst August (Hannover) (1629–1698), Kurfürst von Hannover ⚭ Sophie von der Pfalz (1630–1714), Tochter von Kurfürst Friedrich V. (Pfalz) (1596–1632); → Vorfahren siehe oben: Neues Haus Lüneburg
  1. Georg I. (Großbritannien) (1660–1727) ⚭ Sophie Dorothea von Braunschweig-Lüneburg (1666–1726), bekannt als Prinzessin von Ahlden, Tochter von Fürst Georg Wilhelm (Braunschweig-Lüneburg) (1624–1705)
    1. Georg II. (Großbritannien) (1683–1760) ⚭ Caroline von Brandenburg-Ansbach (1683–1737), Tochter von Markgraf Johann Friedrich (Brandenburg-Ansbach) (1654–1686)
      1. Friedrich Ludwig von Hannover (1707–1751) ⚭ Augusta von Sachsen-Gotha (1719–1772), Tochter von Herzog Friedrich II. (Sachsen-Gotha-Altenburg) (1676–1732)
        1. Augusta von Hannover (1737–1813) ⚭ Fürst Karl Wilhelm Ferdinand (1735–1806), preußischer Feldmarschall
        2. Georg III. (Vereinigtes Königreich) (1738–1820) ⚭ Sophie Charlotte von Mecklenburg-Strelitz (1744–1818), Tochter von Prinz Karl zu Mecklenburg (1708–1752), gen. Prinz von Mirow
          1. Georg IV. (Vereinigtes Königreich) (1762–1830) ⚭ Karoline von Braunschweig (1768–1821), Tochter von Fürst Karl Wilhelm Ferdinand (1735–1806), preußischer Feldmarschall
            1. Charlotte Augusta von Wales (1796–1817) ⚭ König Leopold I. (Belgien) (1790–1865)

          2. Friedrich August, Herzog von York und Albany (1763–1827) ⚭ Friederike von Preußen (1767–1820), Tochter von König Friedrich Wilhelm II. (Preußen) (1744–1797)
          3. Wilhelm IV. (Vereinigtes Königreich) (1765–1837) ⚭ Adelheid von Sachsen-Meiningen (1792–1849), Tochter von Herzog Georg I. (Sachsen-Meiningen) (1761–1803)
            1. Charlotte Augusta (1819)
            2. Elizabeth (1820–1821)

          4. Charlotte Auguste von Großbritannien, Irland und Hannover (1766–1828) ⚭ Friedrich I. (Württemberg, König) (1754–1816)
          5. Edward Augustus, Duke of Kent and Strathearn (1767–1820) ⚭ Victoria von Sachsen-Coburg-Saalfeld (1786–1861), Tochter von Herzog Franz (Sachsen-Coburg-Saalfeld) (1750–1806)
            1. Victoria (Vereinigtes Königreich) (1819–1901) ⚭ Prinz Albert von Sachsen-Coburg und Gotha (1819–1861)
→ Stammliste des Hauses Wettin

          6. Augusta Sophia von Großbritannien, Irland und Hannover (1768–1840)
          7. Elisabeth von Großbritannien, Irland und Hannover (1770–1840) ⚭ Friedrich VI. (Hessen-Homburg) (1769–1829)
          8. Ernst August I. (Hannover) (1771–1851) ⚭ Friederike zu Mecklenburg (1778–1841), Tochter von Herzog Karl II. (Mecklenburg) (1741–1816)
            1. Friederike (*/† 1817)
            2. Georg V. (Hannover) (1819–1878) ⚭ Marie von Sachsen-Altenburg (1818–1907), Tochter von Joseph (Sachsen-Altenburg) (1789–1868)
              1. Ernst August, Kronprinz von Hannover (1845–1923) ⚭ Thyra von Dänemark (Prinzessin, 1853), Tochter von König Christian IX. (1818–1906)
                1. Maria-Luise von Hannover-Cumberland (1879–1948) ⚭ Prinz Maximilian von Baden (1867–1929), Reichskanzler
                2. Georg Wilhelm von Braunschweig-Lüneburg (1880–1912)
                3. Alexandra von Hannover und Cumberland (1882–1963) ⚭ Erbgroßherzog Friedrich Franz IV. (Mecklenburg) (1882–1945)
                4. Olga (1884–1958)
                5. Christian (1885–1901)
                6. Ernst August (Braunschweig) (1887–1953), Herzog von Braunschweig ⚭ Viktoria Luise von Preußen (1892–1980), Tochter von Kaiser Wilhelm II. (Deutsches Reich) (1859–1941)
                  1. Ernst August IV. von Hannover (1914–1987) ⚭ Ortrud zu Schleswig-Holstein (1925–1980), Tochter von Albert zu Schleswig-Holstein-Sonderburg-Glücksburg (1863–1948)
                    1. Marie (* 1952) ⚭ Michael Graf von Hochberg (* 1943)
                    2. Ernst August Prinz von Hannover (* 1954) ⚭ (I) Chantal Hochuli (* 1955); ⚭ (II) Caroline von Hannover (* 1957), Tochter von Fürst Rainier III. (Monaco) (1923–2005)
                      1. (I) Ernst August (* 1983) ⚭ Ekaterina Malysheva (* 1986)
                        1. Elisabeth (* 2018)
                        2. Welf August (* 2019)
                        3. Eleanora (* 2021)

                      2. (I) Christian Heinrich (* 1985) ⚭ Alessandra de Osma Foy (* 1992)
                      3. (II) Alexandra (* 1999)

                    3. Ludwig Rudolph (1955–1988) ⚭ Isabella Gräfin von Thurn und Valsassina (1962–1988)
                      1. Otto (* 1988)

                    4. Olga (* 1958)
                    5. Alexandra (* 1959) ⚭ Andreas Fürst zu Leiningen (* 1955)
                    6. Heinrich Julius von Hannover (* 1961) ⚭ Thyra von Westernhagen (* 1973)
                      1. Albert (* 1999)
                      2. Eugenia (* 2001)
                      3. Julius (* 2006)

                  2. Georg Wilhelm von Hannover (1915–2006) ⚭ Sophie von Griechenland (1914–2001), Tochter von Andreas von Griechenland (1882–1944)
                    1. Welf (1947–1981) ⚭ Wibke van Gunsteren (* 1948)
                      1. Tania Saskia (* 1970) ⚭ (I) Michael Naylor-Leland (* 1956), (II) ⚭ Edward Hooper (* 1966)

                    2. Georg Paul Christian (* 1949) ⚭ Victoria Anne Bee (* 1951)
                      1. Vera Alice (* 1976) ⚭ Manuel Dmoch (* 1977)
                      2. Nora Sophia (* 1979) ⚭ Christian Falk

                    3. Friederike (* 1954) ⚭ Jerry William Cyr (* 1951)

                  3. Friederike von Hannover (1917–1981) ⚭ König Paul (Griechenland) (1901–1964)
                  4. Christian Oskar (1919–1981) ⚭ Mireille Dutry (* 1946)
                    1. Caroline (* 1965)
                    2. Mireille (* 1971)

                  5. Welf Heinrich (1923–1997) ⚭ Alexandra Prinzessin von Hannover (1937–2015), Tochter von Otto Friedrich III. von Ysenburg und Büdingen (1904–1990)

              2. Friederike von Hannover und Cumberland (1848–1926) ⚭ Baron Liutbert von Pawel-Rammingen
              3. Mary (1849–1904)

          9. Augustus Frederick, Duke of Sussex (1773–1843)
            1. Augustus Frederick d’Este (1794–1848)
            2. Auguste Emma d’Este (1801–1866)

          10. Adolphus Frederick, 1. Duke of Cambridge (1774–1850) ⚭ Auguste von Hessen (1797–1889), Tochter von Friedrich von Hessen-Kassel (1747–1837)
            1. George, 2. Duke of Cambridge (1819–1904), britischer Feldmarschall
            2. Augusta Karoline von Großbritannien, Irland und Hannover (1822–1916) ⚭ Großherzog Friedrich Wilhelm II. (Mecklenburg) (1819–1904)
            3. Mary Adelaide Herzogin von Teck (1833–1897) ⚭ Herzog Franz von Teck (1837–1900)

          11. Maria von Großbritannien, Irland und Hannover (1776–1857) ⚭ William Frederick, Duke of Gloucester and Edinburgh (1776–1834)
          12. Sophia von Großbritannien, Irland und Hannover (1777–1848)
          13. Octavius von Großbritannien, Irland und Hannover (1779–1783)
          14. Alfred von Großbritannien, Irland und Hannover (1780–1782)
          15. Amalia von Großbritannien, Irland und Hannover (1783–1810)

        3. Edward, Duke of York and Albany (1739–1767)
        4. Elisabeth Caroline (1740–1759)
        5. William Henry, Duke of Gloucester and Edinburgh (1743–1805) ⚭ Maria Walpole (1736–1807), Tochter von Edward Walpole
          1. Sophia Mathilde (1773–1844)
          2. Caroline Auguste (1774–1775)
          3. William Frederick, Duke of Gloucester and Edinburgh (1776–1834)

        6. Henry, Duke of Cumberland and Strathearn (1745–1790)
        7. Louisa Anne von Großbritannien, Irland und Hannover (1749–1768)
        8. Friedrich Wilhelm, Prinz von Großbritannien (1750–1765)
        9. Caroline Mathilde von Großbritannien, Irland und Hannover (1751–1775) ⚭ König Christian VII. (Dänemark und Norwegen) (1749–1808)

      2. Anna von Großbritannien, Irland und Hannover (1709–1759) ⚭ Wilhelm IV. (Oranien) (1711–1751)
      3. Amelia Sophie von Großbritannien, Irland und Hannover (1711–1786)
      4. Caroline von Großbritannien, Irland und Hannover (1713–1757)
      5. Georg Wilhelm (1717–1718)
      6. William Augustus, Duke of Cumberland (1721–1765)
      7. Maria von Großbritannien, Irland und Hannover (1723–1772) ⚭ Friedrich II. (Hessen-Kassel) (1720–1785)
      8. Louise von Großbritannien, Irland und Hannover (1724–1751) ⚭ König Friedrich V. (Dänemark und Norwegen) (1723–1766)

    2. Sophie Dorothea von Hannover (1687–1757) ⚭ König Friedrich Wilhelm I. (Preußen) (1688–1740)

  2. Friedrich August (1661–1691), gefallen bei Tokány
  3. Maximilian Wilhelm von Hannover (1666–1726), kaiserlicher Feldmarschall
  4. Sophie Charlotte von Hannover (1668–1705) ⚭ König Friedrich I. (Preußen) (1657–1713)
  5. Karl Philipp (1669–1690), gefallen
  6. Christian Heinrich (1671–1703), ertrunken
  7. Ernst August II. von Hannover (1674–1728)

#### Mittleres Haus Braunschweig
1. Heinrich I. (Braunschweig) († 1416); → Vorfahren siehe oben: Altes Haus Braunschweig
  1. Wilhelm I. (Braunschweig-Wolfenbüttel) (1392–1482) – Calenberg ⚭ Cäcilie von Brandenburg (1405–1449), Tochter von Kurfürst Friedrich I. (Brandenburg) (1371–1440)
    1. Friedrich III. (Braunschweig-Calenberg-Göttingen) (1424–1495) – Calenberg
    2. Wilhelm II. (Braunschweig-Calenberg-Göttingen) (1425–1503) – Braunschweig-Wolfenbüttel
      1. Anne (1460–1520) ⚭ Landgraf Wilhelm I. (Hessen) (1466–1515)
      2. Heinrich I. (Braunschweig-Wolfenbüttel) (1463–1514), der Ältere, der Friedfertige, gefallen ⚭ Katherina von Pommern-Wolgast († 1526), Tochter von Herzog Erich II. (Pommern) (um 1425–1474)
        1. Johann
        2. Christoph von Braunschweig-Wolfenbüttel (1487–1558), Erzbischof von Bremen
        3. Katharina von Braunschweig-Wolfenbüttel (1488–1563) ⚭ Herzog Magnus I. (Sachsen-Lauenburg) (1470–1543)
        4. Heinrich II. (Braunschweig-Wolfenbüttel) (1489–1568), der Jüngere
          1. Margarete von Braunschweig-Wolfenbüttel (1516/17–1580) ⚭ Herzog Johann (Münsterberg-Oels) (1509–1565)
          2. Andreas (1517)
          3. Katharina von Braunschweig-Wolfenbüttel (1518–1574) ⚭ Markgraf Johann (Brandenburg-Küstrin) (1513–1571)
          4. Maria von Braunschweig-Wolfenbüttel (1521–1539), Äbtissin von Gandersheim
          5. Karl Viktor (1525–1553), gefallen
          6. Philipp Magnus von Braunschweig-Wolfenbüttel (1527–1553), gefallen
          7. Julius (Braunschweig-Wolfenbüttel) (1528–1589) ⚭ Hedwig von Brandenburg (1540–1602), Tochter von Kurfürst Joachim II. (Brandenburg) (1505–1571)
            1. Sophie Hedwig von Braunschweig-Wolfenbüttel (1561–1631) ⚭ Herzog Ernst Ludwig (Pommern) (1545–1592)
            2. Heinrich Julius (Braunschweig-Wolfenbüttel) (1564–1613)
              1. Dorothea Hedwig von Braunschweig-Wolfenbüttel (1587–1609) ⚭ Fürst Rudolf (Anhalt-Zerbst) (1576–1621)
              2. Friedrich Ulrich (Braunschweig-Wolfenbüttel) (1591–1634) ⚭ Anna Sophia von Brandenburg (1598–1659), Tochter von Kurfürst Johann Sigismund (Brandenburg) (1572–1620); → Linie ausgestorben
              3. Sophie Hedwig von Braunschweig-Wolfenbüttel (1592–1642) ⚭ Ernst Casimir (Nassau-Dietz) (1573–1632)
              4. Elisabeth von Braunschweig-Wolfenbüttel (1593–1650)
              5. Hedwig von Braunschweig-Wolfenbüttel (1595–1650) ⚭ Herzog Ulrich von Pommern (1589–1622)
              6. Dorothea von Braunschweig-Wolfenbüttel (1596–1643) ⚭ Christian Wilhelm von Brandenburg (1587–1665)
              7. Heinrich Julius (1597–1606)
              8. Christian von Braunschweig-Wolfenbüttel (1599–1626), der tolle Halberstädter
              9. Rudolf von Braunschweig-Wolfenbüttel (1602–1616)
              10. Heinrich Karl (1609–1615)
              11. Anne Auguste (1612–1673) ⚭ Graf Georg Ludwig von Nassau-Dillenburg (1618–1656), Sohn von Fürst Ludwig Heinrich (Nassau-Dillenburg) (1594–1662)

            3. Maria von Braunschweig-Wolfenbüttel (1566–1626) ⚭ Herzog Franz II. (Sachsen-Lauenburg) (1547–1619)
            4. Elisabeth von Braunschweig-Wolfenbüttel (1567–1618)
            5. Philipp Sigismund von Braunschweig-Wolfenbüttel (1568–1623), Bischof von Osnabrück
            6. Margarete (1571–1580)
            7. Joachim Karl von Braunschweig-Wolfenbüttel (1573–1615), Dompropst in Straßburg
            8. Sabine Catharina (1574–1590)
            9. Dorothea Augusta von Braunschweig-Wolfenbüttel (1577–1625), Äbtissin von Gandersheim
            10. Julius August von Braunschweig-Wolfenbüttel (1578–1617), Abt von Michaelstein
            11. Hedwig (1580–1657) ⚭ Otto III. (Braunschweig-Harburg) (1572–1641)

          8. Heinrich († jung)
          9. Johann († jung)
          10. Joachim († jung)
          11. Clara von Braunschweig-Wolfenbüttel (1532–1595) ⚭ Herzog Philipp II. (Braunschweig-Grubenhagen) (1533–1596)

        5. Elisabeth (um 1491–1563), Äbtissin von Steterburg
        6. Franz von Braunschweig-Wolfenbüttel (1492–1529), Bischof von Minden
        7. Georg von Braunschweig-Wolfenbüttel (1494–1566), Erzbischof von Bremen
        8. Erich (1500–1553), gefallen
        9. Wilhelm (vor 1514–1557)

      3. Erich I. (Braunschweig-Calenberg-Göttingen) (1470–1540), der Ältere
        1. Anne Marie (vor 1524, jung gestorben)
        2. Elisabeth von Braunschweig-Calenberg (1526–1566) ⚭ Graf Georg Ernst (Henneberg-Schleusingen) (1511–1583)
        3. Erich II. (Braunschweig-Calenberg-Göttingen) (1528–1584), der Jüngere
        4. Anna Maria von Braunschweig-Calenberg-Göttingen (1532–1568) ⚭ Albrecht (Preußen) (1490–1568)
        5. Katharine (1534–1559) ⚭ Wilhelm von Rosenberg (1535–1592), Oberburggraf von Böhmen

    3. Otto (1468–1471)

  2. Katharina von Braunschweig-Lüneburg (1395–1442) ⚭ Kurfürst Friedrich I. (Sachsen) (1370–1428)
  3. Heinrich II. (Braunschweig) (1411–1473) ⚭ Helene von Kleve (1423–1471), Tochter von Herzog Adolf II. (Kleve-Mark) (1373–1448) – Wolfenbüttel
    1. Margarete (1451–1509) ⚭ Graf Wilhelm III. (Henneberg-Schleusingen) (1434–1480)

### Altes Haus Lüneburg
1. Johann I. (Braunschweig-Lüneburg) (um 1242–1277) ⚭ Liutgard von Holstein († nach 1289), Tochter von Graf Gerhard I. von Itzehoe; → Vorfahren siehe oben: Haus Welf-Este
  1. Otto II. (Braunschweig-Lüneburg) (um 1266–1330), gen. der Strenge ⚭ Mathilde von Bayern († 1319), Tochter von Herzog Ludwig II. (Thüringen) († 1294)
    1. Johann († 1324), Administrator des Erzbistums Bremen
    2. Otto III. (Braunschweig-Lüneburg) (1296–1352) ⚭ Mathilde von Mecklenburg (1293–1358)
      1. Mathilde († 1357) ⚭ Otto II. (Waldeck)
      2. Otto, ertrunken
      3. Elisabeth († 1386)

    3. Ludwig von Braunschweig-Lüneburg († 1346), Bischof von Minden
    4. Wilhelm II. (Braunschweig-Lüneburg) (um 1300–1369)
      1. Elisabeth († 1384) ⚭ Otto (Sachsen-Wittenberg) († 1350)
      2. Mathilde ⚭ Ludwig I. (Braunschweig-Lüneburg) († 1367), Sohn von Magnus I. (Braunschweig-Wolfenbüttel) (1304–1369), gen. der Fromme

    5. Mathilde († 1316) ⚭ Nikolaus II. (Werle) (vor 1275–1316)

  2. Mathilde von Lüneburg († nach 1301)
  3. Elisabeth von Lüneburg († vor 1298)
  4. Helene von Lüneburg
  5. Agnes von Lüneburg († um 1314)

### Zu den burgundischen Welfen
- Detlev Schwennicke: Europäische Stammtafeln. Band III.4, 1989, Tafel 736

darin benutzt:
- Benjamin Guérard: Cartulaire de l’abbaye de Saint-Bertin. Paris 1840 (Collection des cartulaires de France III)
- Émile Bourgeois: Hugues l’abbé Margrave de Neustrie et Archichapelain de France à la fin du IXe siècle. Caen 1885
- René Poupardin: La Royaume de Bourgogne (888–1032). Paris 1907 (Bibliothèque de l’École des Hautes-Études, 163)
- Abbé Maurice Chaume: Les origines du duché de Bourgogne. Band I, Dijon 1925
- Gerd Tellenbach (Hrsg.): Studien und Vorarbeiten zur Geschichte des großfränkischen und frühdeutschen Adels. Freiburg/Br. 1957, daraus:
  - Josef Fleckenstein: Über die Herkunft der Welfen und ihre Anfänge in Süddeutschland
  - Joachim Wollasch: Das Patrimonium Beati Germani in Auxerre
  - Gerd Tellenbach: Über die ältesten Welfen im Ost- und Westfrankenreich
- Georg Schnath: Neuere Forschungen zur ältesten Geschichte des Welfenhauses. In: Niedersächsisches Jahrbuch für Landesgeschichte. Band 31, Hildesheim 1959
- Hubert Gerner: Lyon im Frühmittelalter. Köln 1968
- Karl Schmid: Welfisches Selbstverständnis. In: Josef Fleckenstein und Karl Schmid (Hrsg.): Adel und Kirche, Gerd Tellenbach zum 65. Geburtstag dargebracht von seinen Freunden und Schülern. Freiburg-Basel-Wien 1968
- Joachim Wollasch: Mönchtum des Mittelalters zwischen Kirche und Welt. München 1973 (Münstersche Mittelalter-Schriften, Band 7)
- Eduard Hlawitschka: Die verwandtschaftlichen Verbindungen zwischen dem hochburgundischen und niederburgundischen Königshaue. In: Waldemar Schlögl und Peter Herde (Hrsg.): Grundwissenschaften und Geschichte, Festschrift für Peter Acht. Kallmünz 1976, S. 28–57
- Theodor Schieffer: Die Urkunden der burgundischen Rudolfinger. Monumenta Germaniae Historica, München 1977
- Franz J. Velten: Äbte und Laienäbte im Frankenreich, Studien zum Verhältnis von Staat und Kirche im früheren Mittelalter. Stuttgart 1980 (Monographien zur Geschichte des Mittelalters…, hg. von Karl Bosl, Band 20)
- Stefan Weinfurter und Odilo Engels: Series Episcoporum Ecclesiae Catholicae Occidentalis. Band V.1, Stuttgart 1982
- Michael Borgolte: Die Grafen Alemanniens in merowingischer und karolingischer Zeit. Sigmaringen 1986

Weitere Literatur:
- Eduard Hlawitschka: Die Ahnen der hochmittelalterlichen deutschen Könige, Kaiser und ihrer Gemahlinnen (2006)
- Donald C. Jackman: Die Ahnentafeln der frühesten deutschen Könige. In: Herold-Jahrbuch, Neue Folge, 15. Band (2010), S. 47–67

### Zu den schwäbischen Welfen
- Detlev Schwennicke: Europäische Stammtafeln. Band I.1, 2005, Tafel 17

darin benutzt:
- Georg Schnath: Neuere Forschungen zur ältesten Geschichte des Welfenhauses. In: Niedersächsisches Jahrbuch für Landesgeschichte. Band 31, Hildesheim 1959
- Wolfgang Metz: Heinrich „mit dem goldenen Wagen“. In: Blätter für deutsche Landesgeschichte. Band 107, 1961
- Franz Tyroller: Genealogie des altbayerischen Adels. In: Wilhelm Wegener (Hrsg.): Genealogische Tafeln zur mitteleuropäischen Geschichte. Göttingen 1962–1969 (die dort dargestellten Welfen sind Grafen von Abenberg)
- Karl Schmid: Welfisches Selbstverständnis. In: Josef Fleckenstein und Karl Schmid (Hrsg.): Adel und Kirche, Gerd Tellenbach zum 65. Geburtstag dargebracht von seinen Freunden und Schülern. Freiburg-Basel-Wien 1968
- Erich König (Hrsg.): Historia Welforum. 2. Auflage, Sigmaringen 1978
- Karl Jordan: Heinrich der Löwe. Eine Biographie. München 1979
- Wilhelm Volkert: Die Regesten der Bischöfe und des Domkapitels von Augsburg. Band 1, Augsburg 1985

### Zu den jüngeren Welfen bis 1250
- Detlev Schwennicke: Europäische Stammtafeln. Band I.1, 2005, Tafel 18.

darin benutzt:
- Ruth Gerstner: Die Geschichte der lothringischen und rheinischen Pfalzgrafschaft. Bonn 1941. (Rheinisches Archiv, Band 40.)
- Karin Feldmann: Herzog Welf VI. und sein Sohn. Das Ende des süddeutschen Welfenhauses. Dissertation phil. Tübingen 1971.
- Erich König (Hrsg.): Historia Welforum. 2. Auflage. Sigmaringen 1978.
- Karl Jordan: Heinrich der Löwe. Eine Biographie. München 1979.
- Bernd Ulrich Hucker: Kaiser Otto IV. Hannover 1980. (Monumenta Germaniae Historica Schriften, Band 34.)
- Karl Jordan: Heinrich der Löwe und seine Familie. In: Archiv für Diplomatik. Band 27. 1981.
- Pankraz Fried: Herzog Welf VI. In: Jahrbuch für fränkische Landesgeschichte, Festschrift für Alfred Wendehorst. Band I. Neustadt/Aisch 1992.
- Armin Wolf: Warum konnte Rudolf von Habsburg König werden? In: Zeitschrift der Savigny-Stiftung für Rechtsgeschichte. Germanistische Abteilung. Band 109, 1992